# فرودگاه چونگجین
فرودگاه چونگجین (به انگلیسی: Chongjin Airport) یک فرودگاه با کد یاتا RGO است . این فرودگاه در کشور کره شمالی قرار دارد .